# Oakland (Iowa)
Oakland è una città degli Stati Uniti d'America, situata nello Stato dell'Iowa, nella contea di Pottawattamie.